# Christian Podbielski
Christian Podbielski (* 1741 in  Königsberg i. Pr.; † 3. Januar 1792 ebenda) war ein deutscher Organist, Gambist und Komponist.
Podbielski studierte zunächst Evangelische Theologie an der Albertus-Universität Königsberg. Nach dem Tode seines Vaters wurde er Organist am Königsberger Dom. An der Universität gab er Musikunterricht. Zu seinen Schülern gehörte E.T.A. Hoffmann. Von seinen Kompositionen erschienen 1780 und 1783 zwei Sammlungen bei Johann Friedrich Hartknoch in Riga.
Seine Tochter Karoline Amalie heiratete Johann Michael Hamann. Der Sohn von Johann Georg Hamann wurde 1796 der Rektor des  Altstädtischen Gymnasiums.